# Szónoklattan
A szónoklattan, ékesszólástan vagy retorika (görögül rhétoriké, latinul ars oratoria) a szónoklat tudománya, eredetileg díszes külsőségek között előadott beszédeket, ékes stílusú, nyilvános megszólalásokat jelentett. Később a nem szépirodalmi műfajok elméletét jelentette (prózai írásművek elmélete). Iskolai tantárgy volt a beszéd- és értelemgyakorlat mellett. Ma a rendszeres gondolkodás és önkifejezés eszköze, a kulturált érvelés, vitatkozás tudománya. Tárgya minden nyilvános, közéleti megszólalás, minden közéleti kommunikációs helyzet, és szereplője minden nyilvánosan megszólaló ember. Társtudománya a szövegtannak, amely a sikeres közlés, a meggyőző beszéd szempontjai alapján tekinti át a szöveg (beszéd) létrehozását. A klasszikus retorikai elmélet meghatározta a retorika alapelveit, szabályait, eszközeit, amelyek alkalmazhatók a mindennapi kommunikációs folyamatokban is, kiegészülve a modern nyelvészeti, kommunikációelméleti, szociálpszichológiai stb. ismeretekkel.

## A retorika története

### Beszédtanítás Homérosz korában
Az ókori görögöknél mindig is fontos szerephez jutott a nyelv művelése, a beszéd tanítása. Erre a homéroszi eposzokból lehet következtetni, az Iliaszban jelentősége vetekszik a fegyverekével:
„… Agg Péleusz teveled küldött el utamra
aznap, hogy Phthíából téged az Átreidészhoz
köldött, még gyereket, ki nem ért a közös viadalhoz,
sem szónokláshoz, mely a férfit hírre segíti:
éppenezért küldött, legyek én, aki mindenre kioktat,
szónak szónoka légy és végbevivője a tettnek.”
(9. 438-443; Devecseri Gábor ford.)
A haragvó Akhilleusz harcra buzdításánál három beszéd hangzik el, Odüsszeuszé, Phoinixé és Aiaszé. Mindhárom beszéd a klasszikus retorika később kialalult kánonjának egy-egy képviselője: a logikai érvelésű a logosz, az etikai érvelésre támaszkodó az ethosz, az érzelmekre ható, s egyben a leghatásosabb a pathosz.
Homérosz után kb. ötven évvel élt és alkotott Hésziodosz, aki fő művében, az Istenek születésében leírta, hogy milyen fontos a beszédben az, hogy az igazságot képviselje.

### A retorika kialakulása és a szofisták
A retorika az antik görög tulajdonjogi perekből alakult ki. 
Szürakuszai (Szicília) poliszában i. e. 485-ben két türannosz, hogy hatalmát megszilárdítsa, katonáinak földet osztott, ám előzőleg békés polgárokat űzött el földjeikről. 10 évvel később egy poliszon belüli felkelés elsodorta a türannoszok hatalmát, az elűzött polgárok visszatértek a poliszba. A polisz agóráján tulajdonjogi perek sorozata indul a régi és az új földtulajdonosok között a földek birtoklásáért.A fölállított népbíróság annak ítélték a föld tulajdonjogát, aki ügyesebben érvelt igaza mellett, azaz a beszéd művészetében eredményesebb volt.
A szürakuszai perekben tűntek fel az első hivatásos beszédírók, akik segítettek a pereskedőknek.
- Agrigentumi Empedoklész (ő még ingyen oktatott)
- Thisziasz és Korax (Empedoklész tanítványai)
- Gorgiasz (Korax tanítványa, aki Athénba vitte a retorika művészetét)

Gorgiasz szofista volt, aki azt vallotta, a beszédnek szépnek kell lennie, hogy gyönyörködtessen. Nevéhez fűződnek a gorgiaszi alakzatok: az ellentét, hasonló hangzású szavak, tagmondat-egyenlőség és rímek használata.

### A tudományos retorika
A retorika további fejlődésében fontos szerepe volt a bírósági gyakorlatnak és a népgyűléseknek. A népgyűléseken bárki szabadon felszólalhatott, a bíróságokon pedig mindenki maga látta el a védő és vádló szerepét, ezért mindenkinek érdeke volt, hogy megfelelő beszédet tudjon tartani, amellyel megnyeri magának az ügyet. Aki nem tudott beszédet írni, hivatásos beszédírót fogadhatott. Ilyen volt Lüsziasz is.
A szofisták ellen lépett fel Szókratész. Miközben pedig Gorgiasz saját beszédeit taníttatta, Prótagorasz érvelési technikákat tanított. A szofisták csillaga lassan leáldozott.
A tudományos retorika Iszokratész nevéhez fűződik, ő alapította meg Kr. e. 390-ben az első retorikai iskolát. Szókratész tanítványa, Platón is fellépett a szofisták ellen. Két nagyszerű dialógusa, a Gorgiasz és Phaidrosz foglalkozik a retorikával. A retorika klasszikusa, Arisztotelész egyik fő műve a Rétorika, melyben meghatározza a retorika fogalmát, foglalkozik az érvekkel, a beszéd lélektani és etikai vonatkozásaival.
Arisztotelész szerint: "A retorika olyan képesség, mely minden egyes tárgyban feltárja a meggyőzés lehetőségét."

### Latin retorika
A hellenizmus idejének görög retorikája nem maradt az utókorra. Annál jelentősebbek viszont a Kr. e. 1. században fellépő latin szónokok, az oratorok. Cornificiusnak tulajdonítják a Kr. e. 80. k. keletkezett Rhetorica ad Herenniumot, vagyis a Herenniushoz írt retorikát.
Cicero és Quintilianus műveinek egyes részei a mai napig érvényesek. A latin retorika a császárság korában leáldozott, hiszen a retorika tündökléséhez olyan államforma szükséges, amelyben a gondolatok szabadon mozoghatnak.

### Retorika a középkorban és az újkorban
A középkori retorika csaknem kizárólag egyházi retorika volt, melynek neve homiletika. Az egyetemeken a hét szabad művészet egyike éppen a retorika volt, jelezve, hogy nem veszett el, csak más szerepet töltött be. A papok és szónokló szerzetesek (mint padovai Szent Antal) jól ismerték az antik retorikusok műveit, s tudásukat az egyház szolgálatába állították.
A középkori retorika történetének három virágkora van: a 4-5. század. A 4. század vége felé ugyanis a keresztény tudományosság homlokterébe a Biblia értelmezése került. E feladat megoldását Augustinus (Szent Ágoston, 354–430) végezte el De doctrina Christiana (A keresztény tanításról) című művében, melynek első három könyvét 396-ban, a negyediket pedig 426-ban fejezte be.
A 12-14. század és a reformáció időszaka. A 13. századtól ugrásszerűen megnő a prédikációs gyakorlat. Az ekkor keletkezett szentbeszédek három típusba sorolhatók: a) egyszerű és világos írásmagyarázat; b) a tanult hívők megszólítását célzó, művelt egyetemi beszédek; c) az egyszerű nép épülését biztosító népies szónoklatok, a nép nyelvén, anekdotákkal, csodás történetekkel és példákkal fűszerezve.
A kora középkorban alakult ki a chria (vagy kria, chreia) műfajából az egyházi beszéd. A 12-14. században az egyházi beszédet főleg szerzetesrendek prédikátorai művelték.
Nagy változást hozott a reformáció, a 16. század a hitviták kora volt. A barokk korban az ellenreformáció is befolyásolta a retorikát. A reneszánsz korban (kb. 1400–1600) a retorika továbbra is betölti azokat a szerepeket amelyeket a középkorban betöltött, de megújult és elmélyült formában. Az elmélyülés mutatója többek között az, hogy előtérbe kerülnek az antik retorika nagy klasszikus alkotásai: Arisztotelész Rétorikája, Cicero De oratore és Orator című művei és Quintilianus Institutio oratoriája.
Gyökeres változást hozott az első modern demokráciák létrejötte, ettől kezdve mondhatjuk, hogy a retorika ismét fontos szerepet tölt be a mindennapi életben.
Napjainkban elsősorban az Amerikai Egyesült Államokban, Angliában és Franciaországban élnek a retorika nemzetközi hírű doktorai. Magyarországon a retorika 2000 óta ismét kötelező a felsőfokú oktatásban.[forrás?]

## A retorika rendszere és elemei
Az ókori retorikai rendszer alapján a retorikai szituáció elemei a szónokra, a tárgyra, illetve a hallgatóra vonatkoznak. A beszéd megalkotása háromféle szándékkal történhet a szónok részéről: értelmi, mérsékelt érzelmi és szenvedélyeket célzó érzelmi.

### A beszéd felépítése
A szónoki beszéd létrehozása az alábbi öt lépésben valósul meg:
1. Anyaggyűjtés (inventio)
2. Elrendezés (dispositio)
3. Kifejezés (elocutio)
4. Megtanulás (memoria)
5. Előadás (pronuntiatio)

### A beszéd faja
A szónoki beszéd faja a hallgatóság viselkedéséhez igazítva háromféle lehet:
- Törvényszéki beszéd (genus iudiciale): ideje a múlt, témája az igazság vagy igazságtalanság, műfajai közé tartoznak többek között a vád-és védőbeszédek.
- Tanácskozó beszéd (genus deliberativum): idősíkja a jövő, műfajai közé tartoznak a politikai beszédek, a választási kampányok beszédei, a reklámok, erkölcsi intelmek.
- Bemutató beszéd: (genus demonstrativum): jelen idejű, funkciója a dicséret vagy elmarasztalás. Fajtái: alkalmi beszédek, dicséretek, ismertetők.

### A beszéd szerkezete
A szónoki beszéd szerkezet szerint az alábbi egységekre tagolható:
1. Bevezetés (exordium vagy principium)
2. Elbeszélés (narratio)
3. Kitérés (egressus vagy digressio)
4. Témamegjelölés és/vagy felosztás (propositio/partitio vagy divisio)
5. Érvelés (argumentatio)
6. Bizonyítás (argumentatio vagy confirmatio)
7. Cáfolás (confutatio vagy refutatio)
8. Befejezés (conclusio vagy peroratio)

## A retorika alapfogalmai, módszerei
A beszéd három síkon illetve alapon épül fel: a logikai érvelésű a logosz, az etikai érvelésre támaszkodó az ethosz, az érzelmekre ható, s egyben a leghatásosabb a pathosz..

## Híres szónokok, tudós retorikusok
- Szókratész
- Platón
- Arisztotelész
- Periklész
- Lüsziasz
- Cornificius
- Cicero
- Quintilianus
- Hippói Szent Ágoston
- Páduai Szent Antal
- Pázmány Péter
- Kölcsey Ferenc
- Kossuth Lajos
- Deák Ferenc
- Gyulai Pál
- Jókai Anna
- Grétsy László
- Adamik Tamás
- Jászó Anna
- Aczél Petra
- Lantos Erzsébet

## Régebbi magyar nyelvű szónoki kézikönyvek időrendben (2000-ig megjelentek)

### 1900 előttiek
- Szeberényi Lajos: Politikai szónoklattan. Alapos útmutatás nyilvános beszédekben és vitatkozásokban. Heckenast Gusztáv Kiadása, Pest, 1849
- Kun Bertalan: Egyházi szónoklattan. Használható minden hitfelekezetű különösen protestans lelkészek által, Deutsch Dávid Kiadása, Miskolc, 1855
- Schleininger Miklós: Egyházi szónoklattan, Veszprém, 1872
- Névy László: Az irásművek elmélete, vagyis az irály-, költészet- és szónoklattan kézikönyve. Iskolai és magán használatra. 5. átnézett kiadás, Budapest, 1876
- Verbőczy István: Szónoklattan. Iskolai és magán használatra, Aigner Lajos Kiadása, Budapest, 1878
- Stöckl Albert: A szónoklattan alapvonalai, Eger, 1884
- Kudora János: Katholikus egyházi szónoklattan. Példákkal megvilágítva és a szónoklat történelmi vázlatával bővítve, Budapest, 1891
- Mészáros Amand: A szónoklattan alaprajza. 2. kiadás, Singer Ede Kiadása, Székesfehérvár, 1892

### 1900–1950
- Vanczák János: Gyakorlati szónoklattan munkások számára, Népszava Könyvkereskedés, Budapest, 1907
- Hörk József: Evangelikus homiletika, vagyis az egyházi beszéd elmélete. Vezérfonalul a leendő, repetitoriumul a már működő egyházi szónokoknak. Pozsony, 1907
- Mitrovics Gyula: Egyházi szónoklattan – Tekintettel a magyar egyházi beszéd-irodalomra, Hegedüs és Sándor Könyvkiadóhivatala, Debrecen, 1911
- Hegedűs Gyula: A beszéd művészete, Singer és Wolfner Új Idők Irodalmi Intézet Rt., Budapest, 1920
- Bognár Elek: A szónoklás és előadás művészete, Fráter György Sajtószövetkezet, Budapest, 1940
- Weber Mihály: Szónoklattan – A szónoki beszéd elkészítésének és előadásának ismertetése számos példával, Népszava-Könyvkereskedés Kiadása, Budapest, 1946
- Nagy Adorján: A beszédtechnika vezérfonala, Magyar Színészek Szabad Szakszervezete, Budapest, 1947
- Bognár Elek: A szavalás, szinjátszás és rendezés művészete, Korda Rt., Budapest, 1947

### 1950–2000
- Fischer Sándor: Beszédtechnika – A színpadi beszéd technikája, Művelt Nép Tudományos és Ismeretterjesztő Könyvkiadó, Budapest, 1955
- Ascher Oszkár: A versmondás művészete és a színpadi beszéd, „Művelt Nép” Tudományos és Ismeretterjesztő Kiadó, Budapest, 1955
- Kanizsai Dezső: A beszédhibák javítása – Útmutató és gyakorlókönyv, Tankönyvkiadó Vállalat, Budapest, 1961
- (szerk.) Frint Tibor – Surján László: A hangképzés és zavarai – Beszédzavarok, Medicina Könyvkiadó, Budapest, 1969
- Gáti József: A versmondás – 2 db lemezzel, Gondolat Könyvkiadó, Budapest, 1973
- Fábián Pál – Bognár Elek – Wacha Imre – Duró Lajos: Szónokok, előadók kézikönyve, Kossuth Könyvkiadó, Budapest, 1974, ISBN 963-09-0104-8
- Hernádi Sándor: Beszédművelés – Tanárképző főiskolai tankönyv, Tankönyvkiadó Vállalat, Budapest, 1977, ISBN 963-17-2867-6
- Montágh Imre: Tiszta beszéd – Beszédtechnikai gyakorlatok, Népművelési Propaganda Iroda, Budapest, 1978, ISBN 963-562-327-5
- Kerekes László – Rónai Béla: Nyelvművelés és beszédtechnika, Tankönyvkiadó Vállalat, Budapest, 1981
- Fischer Sándor: Retorika – A közéleti beszéd gyakorlata, Kossuth Könyvkiadó, Budapest, 1981, ISBN 963-09-1895-1
- Fischer Sándor: A beszéd művészete – 2 hanglemezzel, Gondolat Könyvkiadó, Budapest, 1982, ISBN 963-281-120-8
- Reiner Brehler: Beszédtechnika menedzsereknek – Biztos fellépés, eredményes előadás, Medicina Könyvkiadó Rt., Budapest, 1997, ISBN 963-243-785-3